# Manivapas
De Manivapas (Italiaans: Passo del Maniva) is een bergpas in de Noord Italiaanse provincie Brescia. De 1662 meter hoge pashoogte ligt aan de voet van de Monte Maniva (1864 meter). Het is de natuurlijke grens tussen het Val Trompia en het Valle del Caffaro. Gedurende de winter wordt er rondom de Manivapas gewintersport om deze reden wordt de pasweg het gehele jaar berijdbaar gehouden.

## Bereikbaarheid
- Vanuit Brescia over de geasfalteerde SS 345, de zogenaamde "Tre Valli"
- Vanuit Breno in het Val Camonica over de SS 345 die aan deze zijde slechts gedeeltelijk geasfalteerd is. Onderweg wordt ook de Croce Dominiipas gepasseerd.
- Vanuit Anfo (via deBaremonepas) en Bagolino over smalle steenslagweggetjes.

Agnello · Aprica · Assietta · Baremone · Brenner · Brocon · Cadibona · Capannelle · Campolongo · Costalunga · Croce Dominii · Cuvignone · Duran · Esischie · Falzarego · Fauniera · Fedaia · Finestre · Forcola di Livigno · Foscagno · Gardena · Gavia · Giau · Giogo di Bala · Grote Sint-Bernhard · Jaufen · Joux · Kleine Sint-Bernhard · Lavaze · Leonessa · Lombarda · Maddalena · Manghen · Maniva · Mendel · Montgenèvre · Mont-Cenis · Monte Cristo · Mortirolo · Nigra · Nivolet · Penser Joch · Platigliolepas · Pfitscherjoch · Plöcken · Pordoi · Pratoriscio · Predil · Presolana · Reschen · Rolle · Sampeyre · San Carlo · San Marco · San Pellegrino · San Zeno · Scale · Sella · Sestriere · Sommeiller · Splügen · Staller Sattel · Staulanza · Stelvio · Tenda · Timmelsjoch · Tonale · Tre Croci · Tremalzo · Umbrail · Val Bighera · Valcavera · Valles · Valparola · Via del Sale · Vivione · Würz